# Acquasanta Joe
Acquasanta Joe è un film del 1971, diretto da Mario Gariazzo.

## Trama
Poco dopo la fine della guerra di secessione (1861-1865) la banda del bandito Donovan si impadronisce di un cannone sottraendolo all'esercito sudista allo sbando. Acquasanta Joe, uno strano tipo di pistolero, metà bounty killer e metà prete col vizio della distillazione clandestina, si scontra con Donovan quando questi rapina la banca dove Acquasanta custodiva i risparmi accumulati con le taglie. In una serie di rovesci di fortuna il pistolero Acquasanta fraternizza con la donna della banda e s'allea persino con l'odiato Donovan per eliminarne i componenti.